# Mitsubishi Regional Jet
Mitsubishi Regional Jet (MRJ) je regionalno ozkotrupno dvomotorno potniško letalo japonskega proizvajalca Mitsubishi Aircraft Corporation. Letalo je trenutno v razvoju, poletelo naj bi leta 2015. Imelo bo 70-90 potnikov in doseg največ 3300 kilometrov. Letalo je plod sodelovanja Mitsubishi Heavy Industries, Toyota in Fuji Heavy Industries.. Bo prvo potniško letalo načrtovano in proizvedeno na Japonskem od NAMC YS-11 proizvedenega v šestdesetih.

## Narčtovanje in razvoj
MRJ bo prvo letalo, ki bo imelo Pratt & Whitneyjeve motorje PW1000G GTF Geared TurboFan Turboventilatorske motorje.Letalo naj bi bilo prvo regionalno letalo, ki bi na široko uporabljalo kompozitne materiale, vendar so se septembra 2009 odločili, da bodo uporabili aluminij za koren krila.. Kompozitni materiali bodo imeli samo 10-15% delež, večinoma v repnem delu.

## Tehnične specifikacije
|                        | MRJ 70STD                                                   | MRJ 70ER                                                    | MRJ 70LR                                                    | MRJ 90STD                                                   | MRJ 90ER                                                    | MRJ 90LR                                                    |
| ---------------------- | ----------------------------------------------------------- | ----------------------------------------------------------- | ----------------------------------------------------------- | ----------------------------------------------------------- | ----------------------------------------------------------- | ----------------------------------------------------------- |
| Število potnikov       | 78                                                          | 78                                                          | 78                                                          | 92                                                          | 92                                                          | 92                                                          |
| Dolžina                | 33.4 m (109.6 ft)                                           | 33.4 m (109.6 ft)                                           | 33.4 m (109.6 ft)                                           | 35.8 m (117.4 ft)                                           | 35.8 m (117.4 ft)                                           | 35.8 m (117.4 ft)                                           |
| Razpon Krila           | 29.2 m (95.9 ft)                                            | 29.2 m (95.9 ft)                                            | 29.2 m (95.9 ft)                                            | 29.2 m (95.9 ft)                                            | 29.2 m (95.9 ft)                                            | 29.2 m (95.9 ft)                                            |
| Višina                 | 10.5 m (34.4 ft)                                            | 10.5 m (34.4 ft)                                            | 10.5 m (34.4 ft)                                            | 10.5 m (34.4 ft)                                            | 10.5 m (34.4 ft)                                            | 10.5 m (34.4 ft)                                            |
| Maks. vzletna teža     | 36,850 kg (81,240 lb)                                       | 38,995 kg (85,969 lb)                                       | 40,200 kg (88,626 lb)                                       | 39,600 kg (87,303 lb)                                       | 40,995 kg (90,378 lb)                                       | 42,800 kg (94,358 lb)                                       |
| Maks. pristajalna teža | 36,200 kg (79,807 lb)                                       | 36,200 kg (79,807 lb)                                       | 36,200 kg (79,807 lb)                                       | 38,000 kg (83,776 lb)                                       | 38,000 kg (83,776 lb)                                       | 38,000 kg (83,776 lb)                                       |
| Teža praznega letala   | 21,700 kg ? (47,800 lb)                                     | 21,700 kg ? (47,800 lb)                                     | 21,700 kg ? (47,800 lb)                                     | 22,600 kg ? (49,800 lb)                                     | 22,600 kg ? (49,800 lb)                                     | 22,600 kg ? (49,800 lb)                                     |
| Dolet                  | 1,530 km (820 nmi)                                          | 2,730 km (1470 nmi)                                         | 3,380 km (1820 nmi)                                         | 1,670 km (900 nmi)                                          | 2,400 km (1,290 nmi)                                        | 3,310 km (1,780 nmi)                                        |
| Potovalna hitrost      | Mach 0.78 (515 mph, 828 km/h) max. 0.82 (563 mph, 906 km/h) | Mach 0.78 (515 mph, 828 km/h) max. 0.82 (563 mph, 906 km/h) | Mach 0.78 (515 mph, 828 km/h) max. 0.82 (563 mph, 906 km/h) | Mach 0.78 (515 mph, 828 km/h) max. 0.82 (563 mph, 906 km/h) | Mach 0.78 (515 mph, 828 km/h) max. 0.82 (563 mph, 906 km/h) | Mach 0.78 (515 mph, 828 km/h) max. 0.82 (563 mph, 906 km/h) |
| Vzletna dolžina        | 1,450 m (4,760 ft)                                          | 1,620 m (5,320 ft)                                          | 1,720 m (5,650 ft)                                          | 1,490 m (4,890 ft)                                          | 1,600 m (5,250 ft)                                          | 1,740 m (5,710 ft)                                          |
| Pristajalna dolžina    | 1,430 m (4,700 ft)                                          | 1,430 m (4,700 ft)                                          | 1,430 m (4,700 ft)                                          | 1,480 m (4,860 ft)                                          | 1,480 m (4,860 ft)                                          | 1,480 m (4,860 ft)                                          |
| Širina kabine          | 2.76 m (108.5 in.)                                          | 2.76 m (108.5 in.)                                          | 2.76 m (108.5 in.)                                          | 2.76 m (108.5 in.)                                          | 2.76 m (108.5 in.)                                          | 2.76 m (108.5 in.)                                          |
| Motorji (2x)           | Pratt & Whitney PW1217G                                     | Pratt & Whitney PW1217G                                     | Pratt & Whitney PW1217G                                     | Pratt & Whitney PW1217G                                     | Pratt & Whitney PW1217G                                     | Pratt & Whitney PW1217G                                     |
| Engine thrust          | 69.3 kN (15,600 lbf) × 2                                    | 69.3 kN (15,600 lbf) × 2                                    | 69.3 kN (15,600 lbf) × 2                                    | 78.2 kN (17,600 lbf) × 2                                    | 78.2 kN (17,600 lbf) × 2                                    | 78.2 kN (17,600 lbf) × 2                                    |

Izvor: MRJ